# Węglan strontu
Węglan strontu, SrCO
3 – nieorganiczny związek chemiczny, sól kwasu węglowego i strontu.
Barwi płomień na charakterystyczny czerwono-karminowy kolor.
Jest składnikiem mas pirotechnicznych, flar oraz mieszanek błyskowych spalających się czerwonym płomieniem.
Można go otrzymać przez reakcje podwójnej wymiany pomiędzy azotanem strontu i węglanem potasu, powstający węglan strontu wytrąca się w postaci białego osadu:
Sr(NO
3)
2 + K
2CO
3 → 2KNO
3 + SrCO
3↓